# Charlotte Wilhelmine của Phổ
Charlotte Wilhelmine của Phổ (tiếng Đức: Charlotte Wilhelmine von Preußen; 13 tháng 7, năm 1798 – 1 tháng 11, năm 1860), được biết đến ở Nga với cái tên Aleksandra Fyodorovna (tiếng Nga: Алекса́ндра Фёдоровна, IPA: [ɐlʲɪˈksandrə ˈfjɵdərəvnə]), là Hoàng hậu Đế quốc Nga với vai trò là phối ngẫu của Hoàng đế Nikolai I của Nga.
Nguyên tên gốc của Charlotte Wilhelmine của Phổ là Friederike Luise Charlotte Wilhelmine của Phổ (tiếng Đức: Friederike Luise Charlotte Wilhelmine von Preußen), con gái Quốc vương Phổ Friedrich Wilhelm III. Bà là thân mẫu của vị Sa hoàng nổi tiếng Aleksandr II Người giải phóng, đồng thời cũng là em gái của 2 vị Quốc vương khác ở Châu Âu: Friedrich Wilhelm IV của Phổ và Wilhelm I, Hoàng đế đầu tiên của Đế quốc Đức.